# 1318

## Починали
- Дучо ди Буонинсеня, италиански художник
- 22 ноември – Михаил II, велик княз на Владимирско-Суздалското княжество